# Seleção Macaense de Futebol
A Selecção Macaense de Futebol (em chinês: 中國澳門足球代表隊) representa a Região Administrativa Especial de Macau (RAEM) nas competições internacionais de futebol da FIFA. Esta selecção é supervisionada e organizada pela Associação de Futebol de Macau. Fundada em 1939, a equipe é afiliada à FIFA desde 1978.
O futebol em Macau ainda está em fase de desenvolvimento, sendo inclusive ajudado por federações de países vizinhos, como o Japão. A equipe é uma das mais fracas da Ásia. Manda seus jogos no Estádio Campo Desportivo.

## Questão política
A seleção de Macau está separada da Seleção Chinesa de Futebol visto que a Lei Básica da RAEM permite que a RAEM mantivesse as suas próprias seleções representativas de Desporto.

## Dificuldades na consolidação do futebol
A Associação de Futebol de Macau tenta desenvolver o esporte no país, apesar dos poucos recursos financeiros de que dispõe. A falta de patrocínio para os clubes, ausência de campos de futebol adequados e suspeita de manipulação de resultados são os principais empecilhos para que o futebol "alcance outro nível".
Apesar de ser bem estruturado e organizado, o campeonato local (Campeonato da Primeira Divisão) ainda não é profissional. Ainda assim, conta com um elevado número de jogadores estrangeiros, em sua grande maioria estudantes universitários, que possibilitam o desenvolvimento do esporte, mas ao mesmo tempo atrapalham o surgimento de jogadores locais.
Além disso, devido à falta de espaço físico para campos de futebol, o futsal têm recebido mais atenção, devido a maior facilidade em se obter locais para canchas adequadas.

## A seleção
Mesmo fraca e com falta de estrutura adequada, a Selecção de Macau participa de todas as eliminatórias para a Copa do Mundo desde 1982, com exceção de 1990. Porém, jamais passou da primeira fase. Também nunca disputaram a fase final da Copa da Ásia.
A seleção comemora pequenos feitos, como o de não levar mais constantes goleadas. É o caso das Eliminatórias para a Copa de 1998, quando o time perdeu as duas partidas disputadas por 0 - 10, ambas para o Japão. Dois anos depois, nas Eliminatórias para a Copa da Ásia, a seleção sofreu sua melhor derrota por "apenas" 3 - 0, tal como nas eliminatórias para a Copa de 2006.
Entretanto, nas eliminatórias para a Copa de 2010, Macau caiu novamente na primeira fase, perdendo de 1 - 6 e 1 - 7 para a Tailândia.
Em 2019, durante as eliminatórias para a Copa de 2022, Macau foi desclassificado por se recusar a jogar a partida de volta contra o Sri Lanka, devido a uma preocupação com a segurança no país, uma vez que o Sri Lanka sofreu atentados terroristas em Abril do mesmo ano. Além disso, a FIFA aplicou uma multa de cerca de USD 7300 à Associação de Futebol de Macau.

## Desempenho em Copas do Mundo
- 1930 a 1978 – não disputou
- 1982 a 1986 – não se qualificou
- 1990 – não disputou
- 1994 a 2018 – não se qualificou
- 2022 – desclassificado por não comparecer ao segundo jogo da fase inicial, contra o Sri Lanka

## Recordes
- Atualizado até 10 de setembro de 2024

Jogadores em negrito ainda em atividade pela Seleção Macaense.
| # | Jogador            | Partidas | Gols | Em atividade |
| - | ------------------ | -------- | ---- | ------------ |
| 1 | Cheang Cheng Ieong | 58       | 0    | 2005–2018    |
| 2 | Ho Man Fai         | 45       | 0    | 2011–        |
| 3 | Kong Cheng Hou     | 43       | 0    | 2006–2019    |
| 4 | Che Chi Man        | 34       | 6    | 1996–2013    |
| 4 | Pang Chi Hang      | 34       | 1    | 2012–        |
| 6 | Geofredo Cheung    | 33       | 3    | 2001–2011    |
| 6 | Lei Ka Him         | 31       | 1    | 2010–        |
| 7 | Chan Man           | 32       | 2    | 2011–        |
| 8 | Lei Ka Him         | 31       | 1    | 2010–2019    |
| 9 | Lam Ka Seng        | 30       | 6    | 2014–        |
| 9 | Lao Pak Kin        | 30       | 1    | 2005–2017    |
| 9 | Leong Ka Hang      | 30       | 12   | 2010–2021    |

| # | Jogador         | Gols | Partidas | Média por jogo | Em atividade |
| - | --------------- | ---- | -------- | -------------- | ------------ |
| 1 | Chan Kin Seng   | 17   | 29       | 0.59           | 2006–2013    |
| 2 | Leong Ka Hang   | 12   | 30       | 0.4            | 2010–2021    |
| 3 | Niki Torrão     | 9    | 21       | 0.43           | 2011–        |
| 4 | Lam Ka Seng     | 6    | 30       | 0.2            | 2014–        |
| 4 | Che Chi Man     | 6    | 34       | 0.18           | 1996–2013    |
| 6 | Ho Man Hou      | 5    | 19       | 0.26           | 2006–2015    |
| 7 | Carlos Leonel   | 4    | 8        | 0.5            | 2017–2018    |
| 7 | Pelé            | 4    | 9        | 0.44           | 1996–1997    |
| 9 | Filipe Duarte   | 3    | 13       | 0.23           | 2016–        |
| 9 | Chong In Leong  | 3    | 24       | 0.13           | 2001–2011    |
| 9 | Geofredo Cheung | 3    | 33       | 0.09           | 2001–2011    |

## Treinadores
| - Liang Jianbo (?–?) - Eduardo Atraca (1980) - Oscar da Silva (1985) - Chang Meng Hoi (1985–?) - Fernando Lopes (1988) - Eduardo Dantas (1993) - João dos Santos (1996–1998) - Eiji Ueda (2000–2002) | - Leung Sui Wing (2002–2003) - Masataka Imai (2003–2004) - Gu Zhenguang (2005) - Masanaga Kageyama (2006–2007) - Tam Iao San (2015–2017) - Chan Hiu Ming (2017–2018) - Iong Cho Ieng (2018–2019) - Lázaro Oliveira (2020–2024) - Kwok Kar Lok (2024–) |